# 1078-as busz
Az 1078-os jelzésű autóbusz egy, a Volánbusz által üzemeltetett távolsági autóbuszjárat, amely Budapest és Jászberény valamint Jászalsószentgyörgy között közlekedik főutakon keresztül.

## Közlekedése
Naponta egy járatpár szállítja az utasokat Budapest és Jászalsószentgyörgy között. Munkanapokon egy járatpár Budapest és Jászberény között közlekedik.
A járat menetideje Budapest és Jászberény között 1 óra 56 perc, Budapest és Jászalsószentgyörgy között 2 óra 42 perc, Jászalsószentgyörgy és Budapest között 2 óra 46 perc. Útvonalának hossza Budapest és Jászberény között 76,9 km, Budapest és Jászalsószentgyörgy között 104,5 km.

## Megállóhelyei
| 0  | Budapest, Stadion autóbusz-pályaudvar végállomás | 35 | 1, 1A 73, 75, 77, 80 396, 397, 398, 399, 400, 402, 410, 411, 412, 413, 414, 415, 422, 424, 430, 432, 434, 435, 436, 437, 438, 439, 440, 441, 442, 485, 486 1020, 1021, 1024, 1031, 1034, 1040, 1044, 1045, 1046, 1049, 1050, 1052, 1053, 1054, 1055, 1060, 1066, 1067, 1068, 1069, 1070, 1075, 1076, 1077 |
| 1  | Budapest, Örs vezér tere                         | 34 | 3, 62, 62A 80, 81, 82, 82A 10, 31, 32, 44, 45, 67, 85, 85E, 97E, 131, 144, 161, 161A, 161E, 168E, 169E, 174, 176E, 231, 244, 276E, 277 907, 908, 908A, 931, 956, 990 410, 411, 430, 440, 441, 484, 485, 486, 505, 508, 509, 510 1070, 1075, 1077                                                          |
| 2  | Budapest, Nagyicce                               | 33 | 44, 45, 277 908, 908A, 931 410, 411, 430, 440, 441 1077 |
| 3  | Budapest, Vidámvásár utca                        | 32 | 92, 92A, 174, 175 908, 908A, 992 410, 411, 430, 440, 441, 480 1077 |
| 4  | Kistarcsa, vendéglő                              | 31 | 992 410, 411, 430, 440, 441, 448, 504 1077 |
| 5  | Kerepes, Templom tér                             | 30 | 410, 411, 430, 440, 441, 448 1077 |
| 6  | Gödöllő, autóbusz-állomás                        | 29 | 2, 2A, 4, 4A, 5, 9, 10, 12, 14, 24, 34, 44, 44A, 45 317, 324, 396, 402, 404, 405, 406, 407, 410, 411, 412, 413, 416, 422, 426, 430, 432, 440, 441, 442, 444, 446, 447, 448, 450, 451, 452, 454, 455, 461 1076, 1077                                                                                       |
| 7  | Gödöllő, vasútállomás                            | 28 | 9, 44A 992 440, 441, 442, 444, 446, 447, 448 1076, 1077 S80, személyvonat, Agria InterRégió, Mátra InterRégió, Tisza-tó sebesvonat, Sajó expresszvonat, Ezüstpart expresszvonat |
| 8  | Valkó, általános iskola                          | 27 | 440, 441, 442, 444 1076, 1077 |
| 9  | Vácszentlászló, autóbusz-forduló                 | 26 | 440, 441, 442, 444 1076, 1077 |
| 10 | Zsámbok, általános iskola                        | 25 | 440, 441, 442, 444, 445, 490, 492 1076, 1077 |
| 11 | Jászfényszaru, Menyhárt-tanya                    | 24 | 441, 442, 444 1076, 1077 |
| 12 | Jászfényszaru, Galga-híd                         | 23 | 441, 442, 444 1077 |
| 13 | Jászfényszaru, autóbusz-váróterem                | 22 | 441, 442, 444 1076, 1077 3617, 4681, 4686 |
| 14 | Jászfényszaru, 101. számú ABC                    | 21 | 441, 442, 444 1076, 1077 3617, 4681, 4686 |
| 15 | Jászfényszaru, külső iskola                      | 20 | 441, 442, 444 1076, 1077 3617, 4681, 4686 |
| 16 | Jászfényszaru, Wesselényi utca                   | 19 | 441, 442, 444, 3617, 4681, 4686 |
| 17 | Jászfényszaru, Samsung                           | 18 | 1076, 1077 3617, 4681, 4686 |
| 18 | Jászfényszarui elágazás                          | 17 | 3617, 4681, 4686 |
| 19 | Pusztamonostor, községháza                       | 16 | 1076, 1077 3617, 4651, 4681, 4686 |
| 20 | Jászberény, Radiátorgyár                         | 15 | 1077 3617, 4651, 4681, 4686 |
|    | Jászberény, Gyöngyösi út                         | 14 | 1 1469 3617, 3667, 3671, 4602, 4650, 4651, 4681, 4686 |
| 21 | Jászberény, Túzok utca                           | 13 | 1 1077, 1348, 1469 3617, 3667, 3671, 4602, 4650, 4651, 4681, 4686 |
| 22 | Jászberény, autóbusz-állomás végállomás          | 12 | 1, 2A 498, 499, 503, 523 1070, 1075, 1076, 1077, 1348, 1362, 1376, 1443, 1466, 1469, 1515 3443, 3617, 3667, 3669, 3671, 4601, 4602, 4650, 4651, 4653, 4654, 4655, 4659, 4660, 4662, 4663, 4681, 4686 |
| 23 | Jászberény, jászteleki elágazás                  | 11 | 1 1070, 1075, 1077, 1443, 1466, 1469, 1515 3424, 3669, 4601, 4602, 4653, 4654, 4655, 4659, 4660, 4662, 4663 |
| 24 | Jásztelek, Metálplaszt Kft.                      | 10 | 4601, 4660, 4662, 4663 |
| 25 | Jásztelek, községháza                            | 9  | 1466, 1469, 1515 3617, 4601, 4602, 4660, 4662, 4663 |
| 26 | Alattyán, községháza                             | 8  | 1466, 1469, 1515 3617, 4601, 4602, 4660, 4662, 4663 |
| 27 | Jánoshida, Túláti elágazás                       | 7  | 1466, 1469, 1515 3617, 4601, 4602, 4660, 4662, 4663 |
| 28 | Jánoshida, Irma sarok                            | 6  | 4601, 4660, 4662, 4663 |
| 29 | Jánoshida, községháza                            | 5  | 4601, 4660, 4662, 4663 |
| 30 | Jánoshida, templom                               | 4  | 4601, 4660, 4662, 4663 |
| 31 | Jánoshida, községháza                            | 3  | 4601, 4660, 4662, 4663 |
| 32 | Jánoshida, Irma sarok                            | 2  | 4601, 4660, 4662, 4663 |
| 33 | Jánoshida, Gátőrház                              | 1  | 4601, 4660, 4662 |
| 34 | Jászalsószentgyörgy, községháza végállomás       | 0  | 1466, 1469, 1515 3617, 4601, 4602, 4659, 4660, 4662 |